# Церт Микола Петрович
Микола Петрович Церт (нар. 20 грудня 1955, смт Бугаївка, тепер Перевальського району Луганської області) — український діяч, гірничий робітник очисного вибою, майстер-підривник шахти «Перевальська» виробничого об'єднання «Ворошиловградвугілля» Ворошиловградської (Луганської) області. Народний депутат України 1-го скликання.

## Біографія
Народився у родині робітників.
Освіта середня. У 1971—1973 роках — учень професійно-технічного училища № 2 смт.Комісарівки Ворошиловградської області.
У 1973—1974 роках — тракторист колгоспу «Зоря комунізму» Кремінського району Ворошиловградської області.
У 1974—1976 роках — служба в Радянській армії.
У 1976—1983 роках — тракторист, водій заготівельної їдальні, методист з фізкультури та спорту роздрібного об'єднання міста Благовєщенська Амурської області РРФСР.
З 1983 року — гірничий робітник очисного вибою, майстер-підривник шахти «Перевальська» виробничого об'єднання «Ворошиловградвугілля» Ворошиловградської (Луганської) області. Член ради трудового колективу шахти «Перевальська», член ради трудового колективу об'єднання «Ворошиловградвугілля».
18.03.1990 року обраний народним депутатом України, 2-й тур, 59,71 % голосів, 6 претендентів. Входив до групи «Центр». Член, голова підкомісії з питань державної безпеки Комісії ВР України з питань оборони і державної безпеки.